# Erich Einhorn
Erich Einhorn (7. dubna 1928, Praha – 16. května 2006) byl český fotograf a publicista.

## Život a tvorba
Studoval gymnázium, jehož dokončení mu bylo během německé okupace znemožněno. V roce 1944 byl internován ve sběrném táboře u Opole, odkud uprchl a přešel přes frontu na sovětskou stranu. S fotografem Jindřichem Marcem se pak dostal do Košic, kde fotografovali pro novou československou vládu. Po válce pracoval u filmu postupně jako střihač, asistent režie a dramaturg. Organizoval rovněž fotografické výstavy, např. v roce 1946 Pražské povstání ve fotografii. V roce 1951 nastoupil do dolů, v roce 1952 začal studovat Státní grafickou školu v Praze. Jeho souputníci kolegové na škole byli například Jovan Dezort, zpravodajec Skalski a mnozí jiní, kteří našli uplatnění v tisku, v reportáži, reklamě, dokumentaci i ve filmu. Roku 1955 nastoupil jako fotoreportér do novin Večerní Praha. Od roku 1960 fotografoval na volné noze, psal praktické příručky pro fotografy, organizoval fotografické výstavy a se svou ženou Miladou Einhornovou vydával fotografické vlastivědné publikace.

## Publikace (výběr)
- EINHORN, Erich. Fotografujeme zrcadlovkou Flexaret. Praha: Státní nakladatelství technické literatury, 1960.
- EINHORN, Erich. Základy fotografie. Praha: Orbis, 1962.
- ČERVENKA, Přemysl; EINHORN, Erich. 555 chyb ve fotografii. Praha: Orbis, 1962.
- EINHORN, Erich. Pražský hrad. Praha: Pressfoto, 1967.
- EINHORN, Erich. Sedmnáct set osmdesát devět rad pro fotoamatéry. Praha: Práce, 1968.
- EINHORN, Erich; FEYFAR, Zdenko. Střední Čechy. Praha: Středočeské nakladatelství a knihkupectví, 1970.
- EINHORNOVÁ, Milada; EINHORN, Erich. Zlatá Praha. Praha: Panorama, 1983.
- EINHORN, Erich; Zelenka Jan. Praha všedního dne, Praha: Orbis, 1959